# Fionia
Fionia (duń. Fyn) – trzecia pod względem wielkości wyspa Danii, położona między Półwyspem Jutlandzkim a Zelandią (i połączona z nimi mostami ponad Wielkim i Małym Bełtem). Administracyjnie wyspa należy do regionu Dania Południowa. W latach 1970–2006 należała do okręgu Fionia.
- powierzchnia: 2984 km²[2]
- liczba mieszkańców: 465 241 (Q1 2017 r.)[1]
- największe miasta: Odense 176,7 tys. (2017), Svendborg 27,3 tys. (2017), Nyborg 17,2 tys. (2017), Middelfart 15,2 tys. (2017)
- najwyższe wzniesienie: Frøbjerg Bavnehøj – 131 m n.p.m.

## Demografia
- Wykres liczby ludności Fionii na przestrzeni ostatniego stulecia

źródło: Duński Urząd Statystyczny